# Reto Perl
Reto Perl, född 23 november 1923 i Davos, död 27 februari 1987 var en schweizisk ishockeyspelare.
Perl blev olympisk bronsmedaljör i ishockey vid vinterspelen 1948 i Sankt Moritz.